# Netelia dilatata
Netelia dilatata là một loài tò vò trong họ Ichneumonidae.